# Joule per mól
A joule per mól (jelölése: J·mol−1) egy származtatott SI-mértékegység, ami az egy adott anyagmennyiségre fordított energiát méri. Az energiát joule-ban, az anyagmennyiséget mólban mérjük.
Többek között a következő fizikai mennyiségeket mérjük joule/mólban:
- Párolgáshő
- Olvadáshő
- Ionizációs energia